# JCall
JCall («Европейский еврейский призыв к разуму») — некоммерческая группа, созданная в мае 2010 года евреями Европы для лоббирования в Европарламенте вопросов иностранной политики, относящихся к Ближнему Востоку в целом, и к Израилю, в частности. Согласно заявлениям её представителей, деятельность группы базируется на позициях, сходных с созданной несколькими месяцами раньше американской группы «J Street». Они заявляют, что JCall поддерживает государство Израиль, но критически относится к текущей политике его правительства. Ряд источников относит её к левой части политического спектра.
Адрес офиса во Франции: Париж, 281 Bd Raspail.

## Предпосылки
Инициатива создать такую организацию возникла на фоне растущей критики политики Израиля среди некоторых еврейских групп в Израиле, США и в Европе. Представители группы заявили, что её основные позиции совпадают с такими же у «J Street» — левоцентристской группы американских евреев.
Среди членов JCall много евреев из Франции, в которой недавнее присвоение одной из улиц Парижа имени первого руководителя Израиля Давида Бен-Гуриона (который в своё время подвергался критике, столь похожей на ту же — в адрес нынешнего руководства Израиля) вызвало протест со стороны пропалестинских групп.
Телеканал «Аль-Манар» организации Хезбалла оценивает создание группы JCall как фактор, который может побудить Евросоюз оказать давление на Израиль с тем, чтобы заставить его прекратить оккупацию Иудея и Самария и подписать мирный договор с палестинцами на базе концепции два государства для двух народов.

## Мнение основателей группы
Первым актом группы стала петиция в адрес Европарламента, озаглавленная «Призыв к разуму», в которой говорилось о том, что политика Израиля, продолжающая «оккупацию и поддержку поселений» является «аморальной и политически ошибочной» и приводит к процессу делегитимизации Израиля за рубежом."
Один из основных инициаторов создания группы, Давид Кемла родился в Тунисе и вырос во Франции. Он — бывший офицер Армии Обороны Израиля (АОИ), участвовал в Войне Судного дня 1973 года в бригаде десантников. В 1977 году он вернулся во Францию после 10 лет жизни в Израиле. Кемла является председателем организации «Шалом-Ахшав» (англ.) во Франции. Он сказал, что JCall пытается оказать поддержку Израилю в долгосрочной перспективе, поскольку "как друзья, как евреи, мы хотим сказать вам, что вы идете вниз по ложному пути.
Он считает, что инициатива JCall на самом деле помогает улучшить образ Израиля в Европе, который значительно ухудшился после операции «Литой свинец» в 2009 году и того, что происходит в Газе сейчас, и что из двух сторон конфликта именно Израиль обычно считается в Европе провоцирующей и отрицательной стороной, блокирующей продвижение мирного процесса. Кемла говорит, что в JCall не отрицают значительной доли ответственности палестинцев за продолжение конфликта, но «как евреи, связанные с Израилем, мы обращаемся к израильтянам». Кемла также добавил, что JCall по-сути ещё не является движением, как это было заявлено после появления первой петиции, но надеется стать им в будущем.
Патрик Клугман, французский адвокат и пресс-секретарь группы сказал, что её создание инициировано еврейскими общинами Европы, поддерживающими государство Израиль, но которые хотят сказать, что нынешняя его политика является «источником беспокойства для нас и источником нестабильности в долгосрочной перспективе для Израиля, а также источником несправедливости для палестинцев».
Один из основателей JCall, депутат Европарламента от партии «зеленых» Даниэль Кон-Бендит, сказал в интервью газете «Юдише Альгемайне», что
- «… Нельзя недооценивать опасность (Израилю) извне, но она не единственная. Одна из угроз заложена в оккупации и в строительстве и расширении поселений на Западном берегу и в арабских кварталах Восточного Иерусалима, что является нравственной ошибкой и политическим заблуждением …»

В ответ на напоминание о том, что Европарламент принял заявление, характеризующее отчет Голдстоуна как «односторонний и предвзято критичный по отношению к Израилю», Кон-Бендит возразил: "К сожалению, он не достаточно критичен! Спокойно пользуйтесь отчетом Голдстоуна.
Среди подписавших петицию JCall — известные французские философы Бернар Анри-Леви и Ален Финкелькраут (англ.).
В презентации JCall также приняли участие израильский профессор Зеев Штернхал, бывший послы Израиля во Франции — Эли Бар-Нави, и в Германии — Ави Примор

## Другие мнения

### Руководства Израиля
Премьер-министр Израиля Биньямин Нетаньягу сказал в интервью газета «Фигаро»: «И евреи, и не евреи во Франции должны не обвинять Израиль, а призывать палестинцев действовать в духе мира»
Министр иностранных дел Израиля предпочел не комментировать заявление JCall.

### В поддержку
Бывший член Кнессета от партии «Мерец» Йоси Сарид сказал, что участники JCall :
- «люди, использующие любую возможность, чтобы публично выступить в защиту Израиля, и были на его стороне даже во время операции „Литой свинец“ и после доклада Голдстоуна …»

Профессор Штернхал отметил, что программа JCall, равно как и JStreet, не предполагает автоматической поддержки любых решений руководства Израиля: «Необходимо оказать давление на правительство Израиля с трех сторон: администрации США, европейских правительств и еврейских общин. Они должны иметь право голоса в этом вопросе.»
Газета «Хаарец» в своей редакционной статье, использовав термины JCall про «разлагающую израильское общество оккупацию», написала, что … «петиция еврейских сторонников мира в Европе — это достойный ответ тем, кто нанес ущерб интересам Израиля в Старом свете», имея в виду нынешнее израильское руководство.

### Критика
Европейский еврейский конгресс (ЕЕК) считает, что цели группы «контр-продуктивны, бесполезны и способствуют разобщению (евреев)», отметив, что инициатива JCall об одностороннем давлении на Израиль «не поощряет палестинцев вступить в серьёзные переговоры, и только ставит под угрозу и без того нестабильной ситуации в регионе», и что необходимо давление Евросоюза также и на Палестинскую администрацию с тем чтобы «прекратить подстрекательство, риторику и преподавание ненависти (к Израилю) в системе её образования»
Газета Jerusalem Post назвала JCall группой евреев, «… которые, поддерживая право Израиля на существование, но не политику его руководства, ищут возможность оказать давление извне, чтобы изменить эту политику»
Richard Prasquier, президент Французской организации CRIF (фр.) не подписал петицию, заявив в интервью газете Фигаро :
- «… (неужели) израильтянам нужна еврейская диаспора, чтобы знать, какое решение — правильное, и какими должны быть границы страны, которую защищают их сыновья и дочери?».

Яэль Кан, председатель британской «Islington Friends of Yibna» сказала, что она рада видеть открытую критику политики Израиля, но возмущена тем, что петиция была недостаточно жесткой, поскольку в ней не говорится о «незаконности израильских поселений» и о «варварской блокаде Сектора Газа».
JCall также подверглась критике со стороны арабо-палестинской стороны за то, что в её петиции не были упомянуты право на возвращение арабских беженцев, Сектор Газа и недостаточно полные (по их мнению) права арабских граждан Израиля.
Некоторые лево-радикальные группы также критиковали JCall за «легитимацию расистского Израиля».

## Контр-петиции
25 апреля 2010 года несколько французских интеллектуалов выпустили ответную петицию «Raison garder» («Будьте благоразумны!») в защиту государства Израиль. За несколько дней, количество людей, её подписавших значительно превзошло количество, подписавших петицию Jcall.. Вместе с аналогичной контр-петицией «Stand for Israel, Stand for Reason» («В защиту Израиля, в защиту здравого смысла»), организованной членом парламента Италии Фиаммой Ниренштейн (англ.), количество человек, подписавших контр-петиции более чем вдвое превзошло количество, подписавших петицию JCall.